# Ilona Tajchnerová
Ilona Tajchnerová (* 30. ledna 1953 Most) je česká politička a advokátka, od roku 2014 zastupitelka města Ústí nad Labem, od roku 2010 zastupitelka Městského obvodu Ústí nad Labem-město, členka TOP 09.

## Život
Narodila se v Mostě, ale přes 40 let žije v krajském městě Ústí nad Labem. Vystudovala Právnickou fakultu Univerzity Karlovy v Praze, na téže fakultě získala rovněž doktorát (titul JUDr.).
Pracuje jako advokátka a současně je i zapsaným mediátorem u Ministerstva spravedlnosti ČR. Má zkušenosti z přednáškové činnosti pro soukromou společnost Bureau Veritas Czech Republic, angažovala se jako lektor vzdělávacích kurzů u České asociace pečovatelské služby (ČAPS).
Ilona Tajchnerová je vdaná, má dva syny. Žije v Ústí nad Labem, konkrétně v části Skorotice. Ve volném čase ráda navštěvuje divadla, věnuje se cyklistice.

## Politické působení
Je členkou TOP 09 v Ústí nad Labem, kde je místopředsedkyní regionální organizace.
Do politiky vstoupila, když byla za TOP 09 zvolena v komunálních volbách v roce 2010 do Zastupitelstva Městského obvodu Ústí nad Labem-město (byla lídryní kandidátky). Ve volbách v roce 2014 svůj mandát obhájila. Působí jako členka Kontrolního výboru. V komunálních volbách v roce 2010 kandidovala za TOP 09 také do Zastupitelstva města Ústí nad Labem, ale neuspěla. Zastupitelkou města byla zvolena až ve volbách v roce 2014. Působí jako členka Kulturní komise.
V krajských volbách v roce 2016 kandidovala za TOP 09 do Zastupitelstva Ústeckého kraje, ale neuspěla. Ve volbách do Senátu PČR v roce 2016 kandidovala za TOP 09 a STAN v obvodu č. 31 – Ústí nad Labem. Se ziskem 5,92 % hlasů skončila na předposledním 9. místě a do druhého kola nepostoupila.